# Lake Hankinson
Der Lake Hankinson ist ein See in der Region Southland auf der Südinsel von Neuseeland.

## Geographie
Der Lake Hankinson befindet sich nordnordwestlich des Nord West Arm des zum Lake Te Anau gehörenden Middle Fiord, zwischen den Stuart Mountains im Osten und den bis zu 1315 m hohen Bergen im Westen. Der See, der in seinem  mittleren Teil ähnlich einer S-Form abknickt, erstreckt sich über eine Länge von rund 5,5 km in Nordnordwest-Südsüdost-Richtung. An seiner breitesten Stelle misst der See rund 800 m. Insgesamt deckt der Lake Hankinson, der von Nordwesten her vom Wapiti River gespeist wird eine Fläche von 2,5 km² ab.
Rund 1,9 km westnordwestlich des Sees befindet sich der Lake Thomson, der seine Wässer über den Wapiti River an den Lake Hankinson abgibt und nach Süden hin entwässert ein rund 700 m langer Abfluss den See zum oben näher beschriebenen Nord West Arm.

## Wanderweg
Bis zur Mündung des Wapiti River in den Lake Hankinson führt die vom Te Houhou / George Sound startende 17,8 km lange George Sound Route entlang des Katherine Creek und dem Lake Katherine, über den 860 m hohen Henry Pass, entlang der Deadwood Lagoon und dem 45 m hohen Wasserfall des Rugged Burn und trifft schließlich auf Wapiti River und führt östlich entlang des Lake Thomson, um am Lake Hankinson dann zu enden. Die drei Hütten auf der Strecke, die George Sound Hut, die Lake Thomson Hut und die Lake Hankinson Hut, bieten Schutz und Übernachtungsmöglichkeiten für die Wanderung.